# Otter Browser
Otter Browserは、自由でオープンソースのウェブブラウザ。

## 特徴
Qtフレームワークを使用して Opera 12.x の仕様を再現し、旧Operaユーザーのデスクトップ環境におけるブラウザの使用感を維持することを目指している。Otter Browserは GPLv3 のライセンス下で発表される。Otter において Qt WebEngine は、Chromium ブラウザコアのラッパー関数として使用されている。
2019年1月1日に正式版1.0.01を発表。alpha版から丸五年であった。

## 開発に至る経緯
オペラ・ソフトウェアでは、取締役会が四半期の収益についてPrestoエンジンの排除を決定し、それに続いて共同創設者のヨン・フォン・テッツナーが退社した。その後オペラ社は、ブラウザのレンダリングエンジンを従来開発していたPrestoから、Google Chromeでも利用されているWebKitに切り替えると発表した。そしてまた、ChromeがレンダリングエンジンをBlinkに切り替えると、その後追いをした。同時期に、OperaコミュニティのウェブサイトであるMy Operaが閉鎖された。更に、新生Operaブラウザは多くのユーザーに不満を抱かせる出来だった。ヨン・フォン・テッツナーは、My Opera アカウントを削除され基盤が無くなってしまったコミュニティのために、新天地として Vivaldi.net を用意した、と発表した。彼はそれがまた、2015年に新しい会社Vivaldi Technologiesを興す道に繋がるものでもあると発言し、2016年には新たなブラウザ Vivaldi を以って旧Operaの精神を復活させた。またこの頃、Michał DutkiewiczもOtter Browserの作成を始めていた。
2013年に最初のα版バイナリとソースコードがリリースされた。顕著な特徴は、ユーザーが部品を再配置できる組立ユニット形式をとっていることで、これは旧Operaにすら実装されていなかった。また、旧Operaの思想を尊重して、Chromiumに搭載されている言語別フォント選択を行わない。ユーザーが指定したフォント通りに作動する。この仕様を保持し、筆記体フォントを自由に変更できるブラウザはもうFalkonとOtter Browserだけになってしまっている。
QtWebEngineに不備があり、現在はQtWebkitの復元版と両方sourceforgeで出している。QtWebEngineはいまだ標準仕様として採用されていない。Qtの不備を治すことはできないので、動作はChromiumより重い。ただし、旧式Operaに実装されていた機能の多くが備わっており、旧式Operaを象徴する「左上メニュー」は2014年から変わっていない。開発は毎週続けられているが、Sourceforgeにアップロードされるのは7か月に1回にまで落ちている。

## 実装されている機能
- パスワードマネージャ
- アドオンマネージャ(派生元のchromiumのアドオンに対応していないので余り意味をなさない)
- 多言語コンテンツブロック
- スペルチェック
- GUI カスタマイズ
- URL 入力の自動補完
- スピードダイヤル
- ブックマークとそれに関連する数々のフィーチャー
- マウスジェスチャー
- ユーザースタイルシート
- Pdf出力（Skia、保存コマンドによる。印刷ではない）[8]、ただしA4サイズでしか出力ができない。
- ノート（メモ帳）

## 問題点
- 起動が鈍い。
- 現時点のQtWebEngine版weekly333ではhtml5テストで528点が出るものの、Radikoが聴けない。動画や音声の再生が一部不十分である。QtWebEngine版のみ、YoutubeとWikipedia内の動画と音声は視聴可能。
- QtWebEngine版は頻繁にクラッシュする。QtはChromiumの最新版を採用していないため、セキュリティ面で不安が高い。
- BoringSSLの更新が遅い。
- モジュールとしてメールクライアントとBitTorrentが加わる予定とあるが、未実装である。